# جورج كوكس (لاعب كرة قاعدة)
جورج كوكس (بالإنجليزية: George Cox)‏ هو لاعب كرة قاعدة أمريكي، ولد في 15 نوفمبر 1904 في مدينة شيرمان في الولايات المتحدة، وتوفي في 17 ديسمبر 1995 في بيدفورد في الولايات المتحدة.

## وصلات خارجية
- جورج كوكس على موقعبيزبول رفرنس.كوم (الدوري الرئيسي) (الإنجليزية)
- جورج كوكس على موقعبيزبول رفرنس.كوم (الدوري الثانوي) (الإنجليزية)